# Duello nel mondo
Duello nel mondo (Brasil: Duelo no Mundo ) é um filme italiano de 1966, dos gêneros aventura e espionagem, dirigido por Georges Combrett e Luigi Scattini, roteirizado por Ernesto Gastaldi.

## Sinopse
Agente secreto é encarregado de investigar múltiplos assassinatos em diversas partes do mundo.

## Elenco
- Richard Harrison ....... Lester
- Hélène Chanel ....... Mary (como Sheryll Morgan)
- Giacomo Rossi-Stuart ....... (como Jack Stuart)
- Dominique Boschero
- Bernard Blier
- Silvio Bagolini
- Claudio Biava
- José Lewgoy
- Renato Montalbano
- Peggy Nathan